# Wythoff-symbool

Voorbeeld van een wythoff-constructie van driehoeken met zeven generatorpunten. Lijnen naar de actieve spiegels zijn rood-, geel- en blauwgekleurd met de drie knooppunten ertegenover, geassocieerd door het wythoff-symbool.

In de meetkunde is een wythoff-symbool een korte notatiewijze ontwikkeld door de Nederlandse wiskundige Wijthoff om regelmatige en halfregelmatige veelvlakken te benoemen gebruikmakend van een caleidoscopische constructie, door deze veelvlakken weer te geven als tegels op een oppervlakte van een bol, het euclidische vlak of een hyperbolisch vlak.
Het wythoff-symbool geeft drie getallen p,q,r. Een positionele verticale balk (|) scheidt de getallen ervoor of erachter. Elk getal representeert de orde van de spiegels op een hoekpunt van de fundamentele driehoek.
Ieder symbool representeert een uniform veelvlak van deze betegeling. Als de zijvlakken worden gekleurd, zijn er voor een bepaald veelvlak verschillende wythoff-symbolen afhankelijk van die kleuren. De regelmatige kubus bijvoorbeeld kan worden vertegenwoordigd door 3 | 4 2 met Oh symmetrie, en 2 4 | 2 als een vierkant prisma met twee kleuren en D4h-symmetrie, maar ook als 2 2 2 | met drie kleuren en D2h-symmetrie.